# Dyskografia Jagged Edge
Artykuł przedstawia dyskografie soulowego zespołu Jagged Edge. Zawiera on siedem studyjnych nagrań, jedną kompilację oraz listę singli.

## Albumy

### Studyjne
| Rok  | Tytuł                                                                        | Pozycje na listach | Pozycje na listach | Sprzedaż        | Certyfikacja     |
| Rok  | Tytuł                                                                        | US                 | US R&B             | Sprzedaż        | Certyfikacja     |
| ---- | ---------------------------------------------------------------------------- | ------------------ | ------------------ | --------------- | ---------------- |
| 1997 | A Jagged Era - Wydany: 21 października 1997 - Wytwórnia: So So Def/Columbia  | 104                | 19                 | - US: 500,000   | - US: Złoto      |
| 2000 | J.E. Heartbreak - Wydany: 18 stycznia 2000 - Wytwórnia: So So Def/Columbia   | 8                  | 1                  | - US: 2,000,000 | - US: 2x Platyna |
| 2001 | Jagged Little Thrill - Wydany: 3 lipca 2001 - Wytwórnia: So So Def/Columbia  | 3                  | 1                  | - US: 1,000,000 | - US: Platyna    |
| 2003 | Hard - Wydany: 7 października 2003 - Wytwórnia: So So Def/Sony Urban         | 3                  | 1                  | - US: 500,000   | - US: Złoto      |
| 2006 | Jagged Edge - Wydany: 9 maja 2006 - Wytwórnia: Sony Urban/Columbia           | 4                  | 1                  | - US: 500,000   | - US: Złoto      |
| 2007 | Baby Makin’ Project - Wydany: 25 września 2007 - Wytwórnia: So So Def/Island | 8                  | 1                  |                 |                  |
| 2011 | The Remedy - Wydany: 21 czerwca, 2011 - Wytwórnia: Slip-N-Slide/Five 81      | 35                 | 7                  |                 |                  |

### Kompilacje
- 2006: The Hits

## Single

### Studyjne
| Rok  | Tytuł                                             | Najwyższa pozycja | Najwyższa pozycja | Najwyższa pozycja | Album                  |
| Rok  | Tytuł                                             | US                | US R&B            | UK                | Album                  |
| ---- | ------------------------------------------------- | ----------------- | ----------------- | ----------------- | ---------------------- |
| 1997 | „The Way That You Talk” (featuring Da Brat)       | 65                | 34                | –                 | A Jagged Era           |
| 1998 | „Gotta Be”                                        | 23                | 11                | –                 | A Jagged Era           |
| 1998 | „Slow Motion”                                     | –                 | –                 | –                 | A Jagged Era           |
| 1999 | „Keys to the Range”                               | –                 | 55                | –                 | J.E. Heartbreak        |
| 1999 | „He Can’t Love You”                               | 15                | 3                 | –                 | J.E. Heartbreak        |
| 2000 | „Let’s Get Married”                               | 11                | 1                 | –                 | J.E. Heartbreak        |
| 2000 | „Promise”                                         | 9                 | 1                 | –                 | J.E. Heartbreak        |
| 2001 | „Where the Party At” (featuring Nelly)            | 3                 | 1                 | 25                | Jagged Little Thrill   |
| 2001 | „Goodbye”                                         | 58                | 18                | –                 | Jagged Little Thrill   |
| 2001 | „I Got It 2" (featuring Nas)                      | –                 | 34                | –                 | Jagged Little Thrill   |
| 2003 | „Walked Outta Heaven”                             | 6                 | 2                 | 21                | Hard                   |
| 2004 | „What It’s Like”                                  | 85                | 34                | –                 | Hard                   |
| 2005 | „So Amazing” (featuring Voltio)                   | –                 | 84                | –                 | Jagged Edge            |
| 2006 | „Good Luck Charm”                                 | 73                | 13                | –                 | Jagged Edge            |
| 2006 | „Season’s Change” (featuring John Legend)         | –                 | –                 | –                 | Jagged Edge            |
| 2006 | „Stunnas” (featuring Jermaine Dupri)              | –                 | 121               | –                 | Jagged Edge / The Hits |
| 2007 | „Put a Little Umph in It” (featuring Ashanti)     | 113               | 49                | –                 | Baby Makin’ Project    |
| 2010 | „Tip of My Tongue” (featuring Trina & Gucci Mane) | –                 | 51                | –                 | The Remedy             |

### Gościnnie
| Rok  | Utwór                                                                                 | Pozycje na listach | Pozycje na listach | Pozycje na listach | Album                                   |
| Rok  | Utwór                                                                                 | U.S. Hot 100       | U.S. R&B           | U.S. Rap           | Album                                   |
| ---- | ------------------------------------------------------------------------------------- | ------------------ | ------------------ | ------------------ | --------------------------------------- |
| 2001 | „Puppy Love” (Lil' Bow Wow featuring Jagged Edge)                                     | 75                 | 27                 | –                  | Beware of Dog                           |
| 2001 | „Ghetto Girls” (Lil’ Bow Wow featuring Jagged Edge)                                   | 91                 | 40                 | 14                 | Beware of Dog                           |
| 2001 | „Thank You” (Lil’ Bow Wow featuring Jagged Edge)                                      | 93                 | 45                 | 21                 | Doggy Bag                               |
| 2002 | „Trade It All, Pt. 2” (Fabolous featuring P. Diddy & Jagged Edge)                     | 20                 | 14                 | 8                  | Barbershop (Soundtrack) / Street Dreams |
| 2002 | „Don't Mess with My Man” (Nivea featuring The Casey Boys of Jagged Edge)              | 8                  | 25                 | –                  | Nivea                                   |
| 2003 | „My Baby” (Bow Wow featuring Jagged Edge)                                             | 42                 | 17                 | 15                 | Unleashed                               |
| 2005 | „Nasty Girl” (The Notorious B.I.G. featuring Diddy, Nelly, Jagged Edge & Avery Storm) | 43                 | 20                 | 9                  | Duets: The Final Chapter                |

### Występy gościnne
- 2001: „Let’s Stay Together (Together Forever)” (Run-D.M.C. feat. Jagged Edge)
- 2002: „I Remember” (TQ feat. Jagged Edge)
- 2003: „Hey Little Momma (Bow Wow feat. Jagged Edge)
- 2004: „Project Princess” (Tony Yayo feat. Jagged Edge)
- 2008: „I Don’t Know” (TQ feat. Jagged Edge)
- 2008: „In the Bedroom” (Bohagon feat. Jagged Edge)